# Alexandre Franquet
Pour les articles homonymes, voir Franquet.
Alexandre Franquet est un marin français, né à Songy (Marne) le 28 juin 1828 et décédé à Guidel (Morbihan) le 25 août 1907.
Il entre à l'École navale en octobre 1843. Il prend part à la guerre de Crimée sur la corvette Galatée et la canonnière Lance (1854-1855) en qualité d'enseigne de vaisseau, puis à la campagne de Chine (1858-1860) à bord du Didon et du Primauguet. Lors de la guerre de 1870, il est capitaine de frégate et commande l'aviso Bouvet avec lequel il va livrer le 9 novembre 1870, le seul combat naval du conflit, contre la canonnière Meteor, au large de La Havane, à Cuba. « La guerre était déclarée depuis quelques mois entre la France et l'Allemagne. Le Bouvet entra dans le port de La Havane. L'aviso allemand Meteor y était ancré. Les deux commandants pensèrent que la loyauté leur commandait de se mesurer en un combat naval, alors que leurs compatriotes se battaient en France. Les deux navires prirent le large et dès que la distance bornant la mer neutre fut dépassée les canons se mirent à tonner. L'artillerie du navire allemand était manifestement plus forte que celle du Bouvet, dont les canons se chargeaient à la bouche. Néanmoins les marins français, à coups de canons, abattirent la mâture du navire adversaire. Mais les Allemands couvrirent bientôt d'un feu écrasant le Bouvet. La lutte devenait inégale. Le [capitaine] Franquet (...) lança son navire à toute vapeur sur l'allemand et commanda l'abordage. Le choc fut terrible mais l'avant du Bouvet n'atteignit que la proue du Meteor et glissa sur sa coque. (...) L'audace française avait effrayé l'allemand qui aussitôt vira de bord et mit fin au combat par une fuite précipitée vers La Havane. (...) Les deux navires réparèrent leurs avaries et s'apprêtaient à renouveler le combat, lorsque parvint de France la nouvelle d'un armistice ».
Il est promu capitaine de vaisseau à la suite de cet affrontement, dont l'issue demeura cependant indécise. En juin 1881, il est contre-amiral et se voit confier le commandement de la marine en Algérie. Il est nommé Vice-amiral en février 1888, puis il devient préfet maritime à Rochefort en septembre 1892. Il quitte le service actif en juin 1893.

## Distinctions
- Commandeur  LH 28/12/84, GO LH 10 juill. 1890. Médaille de Crimée,

## Sources et bibliographie
- Étienne Taillemite, Dictionnaire des marins français, Paris, éditions Tallandier, mai 2002 (1re éd. 1982) (ISBN 978-2-84734-008-2)